# Ropotamo
Ropotamo (bulharsky Ропотамо, řecky Ροπόταμος) je řeka na jihovýchodě Bulharska v Burgaské oblasti. Pramení v pohoří Strandža a vlévá se do Černého moře. Podél jejího dolního toku se rozkládá významná přírodní rezervace.

## Popis toku
Řeka Ropotamo vzniká soutokem řek Rosenska reka (levá zdrojnice) a Cerovska reka (pravá zdrojnice) na místě 42°18′41″ s. š., 27°37′21″ v. d. v nadmořské výšce 23 m, 1,4 km jižně od obce Veselie. Za hlavní zdrojnici řeky se oficiálně považuje Cerovska reka, která přitéká z hřebene Bosna, nejsevernější části pohoří Strandža, kde pramení v nadmořské výšce 400 m, 500 m jihozápadně od hory Bosna (454 m n. m.). Až do obce Novo Paničarevo (do roku 1878 nazývané Cerovo) teče severovýchodním směrem úzkým, hlubokým a zalesněným údolím. Před touto obcí je postavena přehradní hráz a vytváří na řece vodní nádrž. Za obcí řeka opouští Strandžu a otáčí se na východ v mělkém a širokém údolí. Zde se řeka kdysi nazývala Kriva Kruša. Poté vtéká do úzké soutěsky mezi kopci Bakărlăk (Měděný vrch) a Uzundža bair a pod ní se rozlévá do širokého bažinatého údolí. Ústí dlouhým a širokým limanem do zálivu Ropotamo v Černém moři, západně od mysu Sveti Dimităr (Skombolioroš, Skomboli Oros).

## Povodí
Hranice povodí, jsou následující:

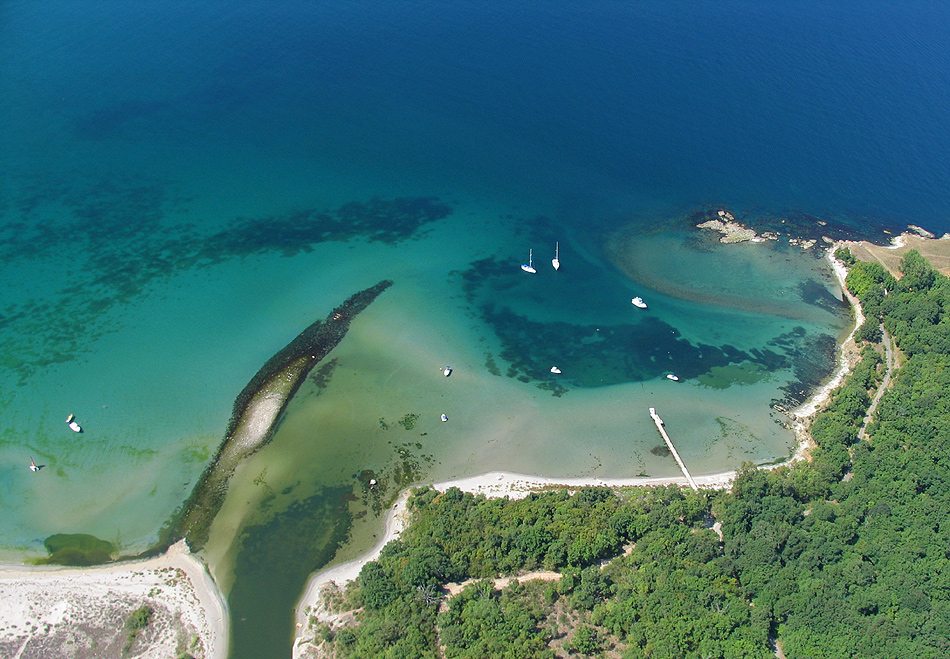
Ústí řeky

- severozápad - podél hřebene Rosen bair a jeho větve Bosna, tvořící předěl k povodí řeky Izvorska reka tekoucí do Mandrenského jezera
- severovýchod - hřeben Měděného vrchu, tvořící předěl k povodím malých a krátkých toků tekoucích přímo do Černého moře
- jihozápad - horský hřeben Bosna, malá část povodí řeky Veleka
- jih a jihovýchod - povodí řeky Ďavolska reka

Plocha povodí je 249 km².

## Přítoky
Hlavní přítoky: (→ levý přítok, ← pravý přítok)
← Varanovsko dol (Варановско дол)
← Gergjovski dol (Гергьовски дол)
← Katuneški dol (Катунешки дол)
← Staroselska reka (Староселска река)
→ Rosenska řeka (Росенска река) – také nazývaná Mechmečenskata reka nebo Cera (Мехмеченската река; Цера), tekoucí od hřebene Měděného vrchu nad vesnici Rosen (dříve Mechmeč kioi)
→ Tiklite

## Další geografické údaje
Řeka má průměrný roční průtok 1,128 m³/s v obci Veselie, maximální je v lednu a únoru a minimální v srpnu.
Podél řeky se rozkládá pouze jedna vesnice, Novo Paničarevo (obština Primorsko).

## Původ jména
Předpokládá se, že Ropotamo je zkrácený tvar Kalogeropotamos (Καλογεροπόταμος), starořecky hraniční řeka.
Další verze názvu řeky je, že je pojmenována po řecké bohyni Ro, což znamená „utéct“, a „potamo“ - řeka. Legenda praví, že bohyně byla tak okouzlující a zpívala tak krásně, až se jí podařilo přesvědčit piráty, aby pokojně opustili oblast.

## Příroda

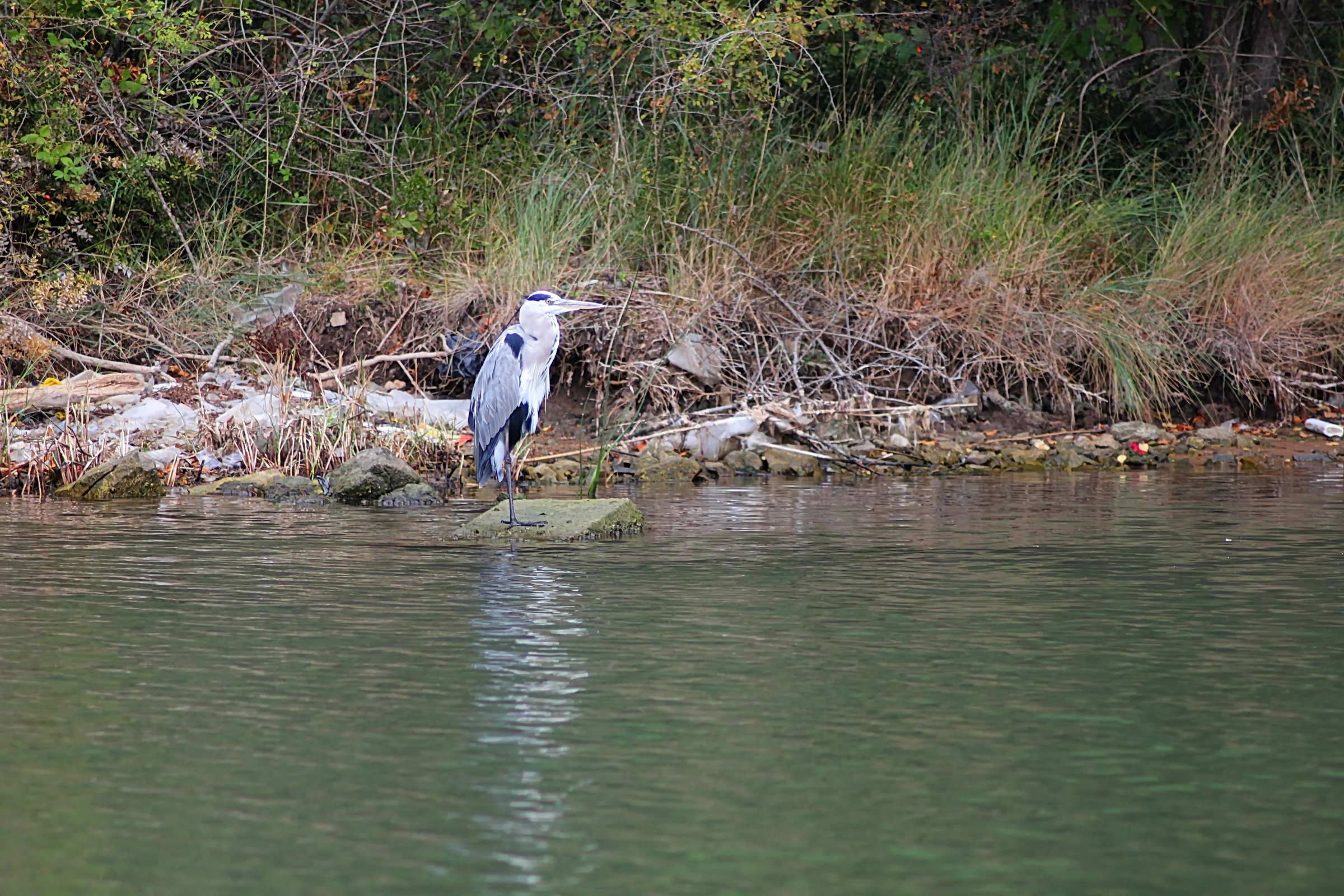
Volavka popelavá v řece

Je zde úžasná příroda s množstvím druhů rostlin a živočichů, působivými skalními útvary na pravém břehu řeky včetně malé jeskyně. Oblast řeky je domovem pro více než 100 zástupců ohrožených druhů z bulharské červené knihy. Tato druhová pestrost je důvodem, že zde již v roce 1940 byla vyhlášena přírodní rezervace Ropotamo, která má v současnosti rozlohu 1000 hektarů, čímž se řadí mezi největší chráněné oblasti v Bulharsku.
Dlouhý a široký liman, kterým řeka ústí, je od moře oddělen písečnou kosou v zálivu. Zde se nacházejí nejvyšší písečné duny na Balkánském poloostrově.
Flóra v dolním údolí řeky je reprezentována společenstvem přímořského lužního lesa (longoz) s duby, jasany, jilmy, habry a dalšími druhy. V řece rostou rozličné lekníny, rovněž díky nimž je Ropotamo známo.
Pokud jde o faunu, tak přímo v řece žije mnoho ryb (plotice, tloušť a dalších 50 druhů). Na březích žijí želvy (želva bahenní, želva zelenavá, želva žlutohnědá) a užovky (užovka levhartí, užovka stromová, užovka obojková, užovka podplamatá). Ze savců se tu nacházejí jeleni, srnci, divočáci, šakali, lišky, vydry a kuny. Ptáci jsou zastoupeni lejsky, sovami a také nejatraktivnějším zástupcem místní fauny mořským orlem s rozpětím křídel dva metry.

## Hospodářský význam
Vody z řeky se používá pro zavlažování, zejména z přehradní nádrže nad Novým Paničarevem.
Okolí řeky je významně využíváno pro turistický ruch. V laguně je možno plout malými plavidly a výletními loďmi. Mimo to je oblast atraktivní i pro lovce.